# Chazzan

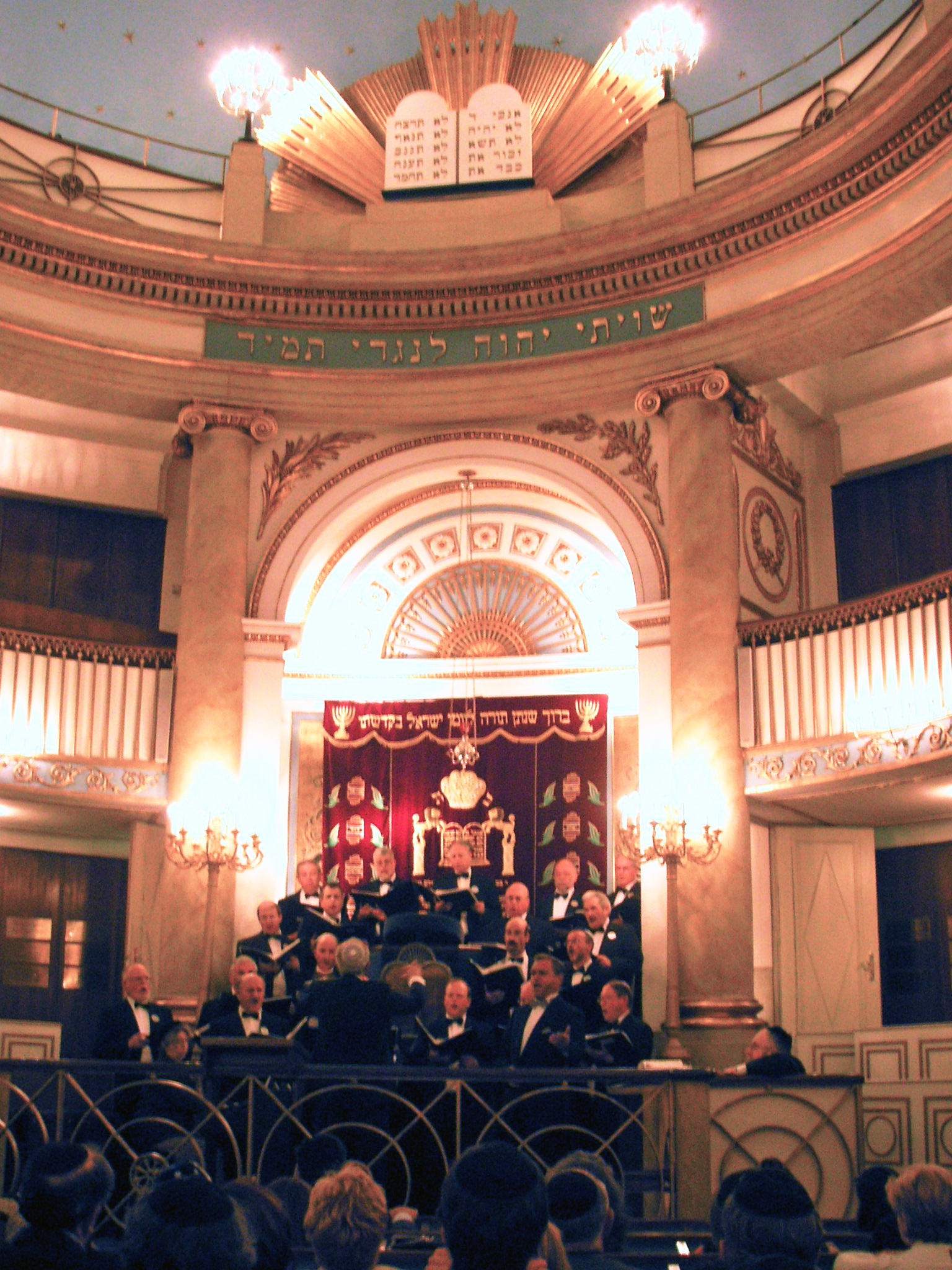
Concerto di cantori alla sinagoga di Vienna Stadttempel

Chazan o hazan (in ebraico חַזָּן‎? ħazān, ebraico moderno hazan, yiddish khazn ladino hassan - plur. hazanim) è un cantore, un musicista addestrato nelle arti vocali e che usa la propria voce come strumento musicale per guidare la congregazione in preghiere cantate.
Esistono molte regole su come il cantore debba condurre il servizio liturgico, ma il concetto di cantore professionista retribuito non esiste nella tradizione ebraica né viene menzionato in alcuna fonte rabbinica. I servizi di preghiera ebraica sono raccolti in un libro di preghiere che si chiama siddur.

## Caratteristiche
La persona che guida la congregazione nel servizio liturgico di preghiera si chiama quindi chazan (cantore), o a volte sheliach tzibbur (trad. dall'ebraico con "emissario della congregazione"). La Legge ebraica limita il ruolo di chazan agli uomini ebrei di età superiore ai 13 anni; ma oggigiorno tutte le correnti ebraiche, eccetto quella dell'ebraismo ortodosso, permettono anche alle donne oltre l'età di 12 anni di svolgere questo ruolo.
In teoria, qualsiasi persona può svolgere il ruolo di chazan/sheliach tzibbur; gran parte degli ebrei che vanno in sinagoga ogni tanto partecipano come cantori. In pratica, comunque, coloro che hanno le voci migliori e conoscono bene le relative preghiere, sono quelli che cantano più spesso.

## Importanza
Il ruolo del chazan aumentò d'importanza nel corso dei secoli. Man mano che il culto pubblico si sviluppava nel periodo dei Geonim e la conoscenza della lingua ebraica diminuiva, cantare gradualmente venne a sostituire l'elemento didattico ed esortativo del culto in sinagoga.
Anche nei tempi più antichi, le qualifiche essenziali richieste per diventare chazan, naturalmente oltre alla conoscenza delle Scritture bibliche e della letteratura liturgica coi motivi di preghiera (noti come steiger), erano avere una voce piacevole e una buona prestazione artistica. Il chazan doveva possedere un aspetto gradevole, essere sposato e avere una lunga barba fluente. A volte, secondo Isaac of Vienna (XIII secolo), un giovane chazan con poca barba poteva anche venir tollerato. Maimonide decise che lo chazzan che recitava le preghiere nel normale Shabbat e durante la settimana, non doveva di necessità avere un aspetto piacevole per tutti; poteva anche avere una reputazione non del tutto immacolata, a patto che avesse vissuto una vita moralmente esente da colpa al momento della sua nomina.
Tuttavia, tutte queste misure moderative della regola scomparivano quando arrivavano le Festività ebraiche. Allora si richiedeva la partecipazione di un chazan di valore e abilità canore, uno la cui vita fosse assolutamente irreprensibile, che fosse popolare e che fosse dotato di buon stile espressivo.
Attualmente, il chazan, specialmente in sinagoghe più formali (di solito non ortodosse), possiede qualifiche accademiche, spesso una laurea in musica o musica sacra, a volte un diploma superiore di Educazione Musicale o Educazione Musicale Ebraica, o simili.